# Jodi Ann Paterson
Jodi Ann Paterson (Balikpapan, 31 luglio 1975) è una modella statunitense di origini indonesiane.
È stata nominata "Playmate del mese" per la rivista Playboy nel ottobre 1999 e "Playmate dell'anno 2000".